# Egyptens nionde dynasti
Egyptens nionde och tionde dynasti varade omkring 2134-2040 f.Kr. Dynastin räknas till den Första mellantiden i det forntida Egypten. Faraonerna av den nionde och tionde dynastin var samtida med elfte dynastin i Thebe.
En ny dynasti härskare med namnet Khety styrde Mellanegypten från Hnes (Herakleopolis Magna) nära Faijum. Från denna tid hör flera viktiga litterära verk såsom Historien om den talföre bonden; en sedelärande historia om rättvisa inför lagen, Lära för Merykara; där farao Khety ger sin son Merykara instruktioner för hur landet skall regeras, Den levnadströttes samtal med sin Ba; som är den första text som berör existentiella frågor. En annan härskarfamilj, lojal mot nionde dynastin, styrde från Asyut där de uppförde egna påkostade klippgravar.